# ماری-یاسمین الیدو
ماری-یاسمین الیدو (انگلیسی: Marie-Yasmine Alidou؛ زادهٔ ۲۸ آوریل ۱۹۹۵) بازیکن فوتبال اهل کانادا است که در حال حاضر برای باشگاه فوتبال زنان بنفیکا بازی می‌کند.
از باشگاه‌هایی که در آن بازی کرده است می‌توان به باشگاه فوتبال لینشوپینگ اشاره کرد.
وی همچنین در تیم‌های ملی فوتبال زنان کانادا بازی کرده است.

## زندگی اولیه
الیدو در مونترال، کبک به دنیا آمد و در سن-هوبرت، کبک به همراه پدر بنینی و مادر فرانسوی کانادایی‌اش بزرگ شد. او بیشتر دوران جوانی خود را در سنت هوبرت بازی کرد و همچنین تجربه‌هایی با سنت لئونارد، لاناودییر سود و ورنس-سن-آمابل داشت. او در سن ۱۳ سالگی به مرکز ملی عملکرد کانادا پیوست، جایی که یک سال بازی کرد و سپس به نیوآرک، نیوجرسی نقل مکان کرد تا در یک دبیرستان آمریکایی تحصیل کند.

## دوران دانشگاهی
الیدو در دانشگاه کبک در مونترال تحصیل کرده است. در سال ۲۰۱۶، او به عنوان بازیکن هفته RSEQ برای هفته دوم انتخاب شد، و به عنوان ورزشکار سال یوکیوای‌ام برگزیده شد، همچنین به عنوان بهترین بازیکن تیم آراس‌ای‌کیو انتخاب شد، و همچنین بازیکن دوم تیم آل استار یو اسپرت گشت.

## دوران باشگاهی
در سال ۲۰۱۷، الیدو به باشگاه فرانسوی المپیک مارسی پیوست.
پس از آن، او در سال ۲۰۱۸ برای باشگاه سوئدی لینشوپینگ بازی کرد. یک سال بعد، او به باشگاه ورزشی اوئلوا در اسپانیا پیوست. پس از آن، او در سال ۲۰۲۰–۲۱ برای باشگاه فوتبال کلپ در نروژ بازی کرد. در سال ۲۰۲۲ او به اشتورم گراتس اتریش ملحق شد.
در سال ۲۰۲۲، او با باشگاه فوتبال فامالیکاو در پرتغال قرارداد بست. او در ماه‌های فوریه و مارس به عنوان بازیکن ماه لیگ پرتغال انتخاب شد و به باشگاه در کسب اولین جام در پرتغال کمک کرد.
در تابستان ۲۰۲۳، او با بنفیکا به توافق رسید. در ۱۱ اکتبر ۲۰۲۳، او در یک مسابقه لیگ قهرمانان در برابر باشگاه قبرسی آپولون دو گل به ثمر رساند. در اولین فصل خود با باشگاه، او نقش کلیدی در فصل تاریخی بنفیکا ایفا کرد، جایی که باشگاه تمام چهار رقابت داخلی را فتح کرد. علاوه بر این، الیدو به بنفیکا کمک کرد تا برای اولین بار به مرحله یک‌چهارم نهایی لیگ قهرمانان زنان اروپا برسد، جایی که توسط المپیک لیون حذف شدند. این اولین بار بود که یک باشگاه پرتغالی در بین هشت تیم نهایی این رقابت قرار داشت. الیدو فصل را به عنوان بهترین گلزن بنفیکا به پایان رساند و ۲۶ گل در تمام رقابت‌ها به ثمر رساند، که می‌توان به ۹ گل در لیگ قهرمانان و ۶ گل در لیگ پرتغال اشاره کرد.

## دوران ملی
او بازیکن تیم ملی فوتبال زنان کانادا در بازی‌های یونیورسیاد ۲۰۱۷ بود.
در فوریه ۲۰۲۲، او برای اولین بار به بزرگسالان کانادا دعوت شد. الیدو در ۲۳ فوریه ۲۰۲۲ در برابر اسپانیا در جام آرنولد کلارک اولین بازی ملی خود را انجام داد. در ۲۱ اکتبر ۲۰۲۴، الیدو برای یک بازی دوستانه ملی در برابر اسپانیا، قهرمانان جام جهانی، دعوت شد تا جایگزین کلاو لاکاس شود که مصدوم شده بود. او سپس در این مسابقه اولین گل ملی خود را به ثمر رساند که با نتیجه ۱–۱ به پایان رسید. در ۲۵ فوریه ۲۰۲۵، او در پیروزی ۷–۰ مقابل تایوان در جام پیناتار هت‌تریک کرد.